# Botev Point
Botev Point (bułg. нос Ботев ) – najdalej na południe wysunięty punkt półwyspu Rozhen Peninsula na Wyspie Livingstona w archipelagu Szetlandów Południowych.

## Opis
Botev Point to niewielki przylądek Rozhen Peninsula na Wyspie Livingstona, najdalej na południe wysunięty punkt półwyspu . Jest częścią Veleka Ridge . Został zmapowany przez Wielką Brytanię w 1968 roku .
Nazwany od nazwiska bułgarskiego poety Christo Botewa (1847/1848–1876) . 